# Membrane synthétique
Cet article court présente un sujet plus développé dans : Méthode de séparation membranaire et Filtration sur membrane.

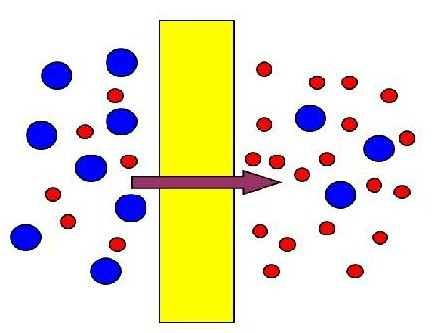
Schéma d'une membrane.

Une membrane synthétique est une membrane agissant comme un filtre dans des procédés industriels ou des expériences biochimiques.

## Définition et typologie
Une membrane est une couche de matériau servant de filtre entre deux phases, imperméable à certaines particules, molécules ou substances dans certaines conditions. Certains composants peuvent traverser la membrane par le flux d'imprégnation, tandis que d'autres ne passent pas et s'accumulent dans le flux de retenue.
Les membranes sont en général caractérisées par :
- La taille des pores
- Le seuil de coupure (Masse molaire critique pour laquelle 90 % des solutés sont retenus par la membrane)
- Leur sélectivité
- Leur perméabilité

### Structures
Les membranes synthétiques se distinguent selon leurs structures, parmi lesquelles les membranes symétriques, constituées d'un seul matériau dont la taille des pores est homogène, les membranes asymétriques (ou anisotropes), constituées d’une couche très fine (la peau) posée sur une sous-couche poreuse plus épaisse. La séparation est alors assurée par la couche plus fine, plus sélective. Plus les membranes sont fines, plus le flux est élevé, ce qui est recherché en industrie pour des raisons économiques. Elles doivent aussi rester assez résistantes, ce qui conduit généralement à des membranes épaisses d’au moins 20µm. La peau peut être dense ou poreuse selon l’application voulue.

### Géométrie
La géométrie des membranes est souvent assimilée à la géométrie des modules.
Trois géométries sont possibles, planes, tubulaires, en fibres creuses.

#### Les membranes planes
La couche sélective étant déposée sur un support, la membrane n’a pas de résistance mécanique lorsque la pression est appliquée en sens inverse. Le rétrolavage n’est donc pas possible et la membrane finit par se détériorer. Elles sont rigides et ne peuvent être enroulées, elles ne sont donc utilisables que dans des dispositifs de type filtre presse (membranes en feuille montées de part et d’autre de cadres rigides, empilés)

#### Les membranes planes spiralées
Membranes composées d’un matériau organique. Elles sont très utilisées pour la nanofiltration. Les modules sont composés d’un tube sur lequel sont enroulés successivement une membrane, une grille fine, une autre membrane et une grille plus grossière. Les membranes doivent donc être suffisamment flexibles pour être enroulées. Le rétentat circule à travers la grille moins fine tandis que le filtrat va aller jusqu’à la grille plus fine où il passera dans le creux central du tube.

#### Les membranes tubulaires
Elles peuvent être de type monocanal ou multicanaux et sont souvent de nature minérale. Dans le cas de membranes tubulaires multicanaux, les tubes sont regroupés en parallèle dans un module. Le perméat est récupéré à l’extérieur des tubes, dans l’enveloppe du module. Ces systèmes sont moins sensibles au colmatage mais coûtent cher et peuvent être encombrants.

#### Les membranes en fibres creuses
Elles sont composées d’un ensemble de fibres creuses regroupées dans une enveloppe (formant le module). Elles sont uniquement de nature organique et ne possèdent pas de support textile (autosupportées). De même, elles ne sont souvent composées que d’un matériau, bien que des fibres creuses composites existent. La couche active (peau) et la sous couche poreuse sont intimement solidaires, ce qui permet de filtrer dans les deux sens. Ce système est peu coûteux mais permet de filtrer des fluides peu visqueux présentant de faibles risques de colmatage.

## Applications
Les membranes synthétiques ont des applications dans l'industrie ou en microbiologie, dans des procédés comme la dialyse ou l'osmose inverse.